# Антоново (община)
Антоново (болг. Община Антоново) — община в Болгарии. Входит в состав Тырговиштской области. Население составляет 7985 человек (на 21.07.05 г.).

## Состав общины
В состав общины входят следующие населённые пункты:
1. Антоново
2. Банковец
3. Богомолско
4. Букак
5. Великовци
6. Велёво
7. Глашатай
8. Голямо-Доляне
9. Горна-Златица
10. Девино
11. Длыжка-Поляна
12. Добротица
13. Долна-Златица
14. Дыбравица
15. Изворово
16. Капиште
17. Китино
18. Коноп
19. Крайполе
20. Крушолак
21. Кыпинец
22. Кёсевци
23. Любичево
24. Малка-Черковна
25. Малоградец
26. Манушевци
27. Мечово
28. Милино
29. Моравица
30. Моравка
31. Орач
32. Пиринец
33. Поройно
34. Присойна
35. Пчелно
36. Равно-Село
37. Разделци
38. Свирчово
39. Свободица
40. Семерци
41. Слынчовец
42. Стара-Речка
43. Старчиште
44. Стеврек
45. Стойново
46. Стройновци
47. Таймиште
48. Тиховец
49. Трескавец
50. Халваджийско
51. Чеканци
52. Черна-Вода
53. Черни-Бряг
54. Шишковица
55. Язовец
56. Яребично
57. Ястребино